# Gärdesgölen, Halland
Gärdesgölen är en sjö i Halmstads kommun i Halland och ingår i Nissans huvudavrinningsområde.